# نادي هدنسفورد تاون
نادي هدنسفورد تاون (بالإنجليزية: Hednesford Town F.C.)‏ هو نادي كرة قدم بريطاني تأسس في 1880، ويلعب في دوري الشمال الممتاز ‏.

## وصلات خارجية
- الموقع الرسمي